# ノルウェー室内管弦楽団
ノルウェー室内管弦楽団（ノルウェーしつないかんげんがくだん、Det Norske Kammerorkester）は、ノルウェー・オスロを本拠地とする室内オーケストラである。

## 概要
1977年に設立され、テリェ・テンネセン（Terje Tønnesen）が芸術監督（1981年 - 2001年はアイオナ・ブラウンが芸術監督）、レイフ・オヴェ・アンスネスが首席客演指揮者を務めた。2021年からペッカ・クーシストが芸術監督を務める。
レコーディングは、アンスネスの指揮・ピアノ独奏でモーツァルトとハイドンのピアノ協奏曲シリーズ、ダニエル・ハーディング指揮でルトスワフスキ作品集などがある。